# Bitka za Guam (1941.)
Prva bitka za Guam bila je bitka na početku Rata na Pacifiku, kojom je Japansko Carstvo osvojilo američki pacifički otok Guam. Predstavlja jednu od prvih bitaka na pacifičkom frontu Drugog svjetskog rata.

## Povijest
Otok Guam se nalazi u zapadnom Pacifiku, u najjužnijem dijelu Marijanskih otoka. Unutrašnjost otoka ispunjena je teško prohodnim terenom i gustim kišnim šumama. Otočna klima je u potpunosti tropska, uz izuzetak zimskih mjeseci koji predstavljaju svojevrsno suho razdoblje bez previše oborina.
Guam su oko 2000. pr. Kr. naselili potomci austronezijskih naroda koji su vladali otokom do 1668. godine, kada Guam počinju kolonizirati Španjolci. Guam su 1898. Španjolcima oduzeli Amerikanci, nakon njihovog poraza u Španjolsko-američkom ratu. Od tada je na otoku bila smještena mornarička baza i vojarna američkih marinaca.
Japansko je Carstvo nakon Prvog svjetskog rata dobilo mandat nad bivšom njemačkom kolonijom na Marijanskim otocima, no ne i nad Guamom, koji je ostao pod američkom kontrolom. S jačanjem militarističke struje u Japanu u međuratnom razdoblju, Guam je postao jednom od osnovnih meta japanske imperijalističke politike na Pacifiku.

## Tijek bitke
Dne 8. prosinca u 4:45 sati, zapovjednik otočnog garnizona George McMillin saznao je za japanski napad na Pearl Harbour. Četiri sata kasnije, u 8:27, japansko je zrakoplovstvo započelo s napadom na vojne i civilne ciljeve na Guamu. Zračni su se napadi nastavili do 17:00 te ponovno započeli idućeg dana u 8:30. Istovremeno se u vodama oko Guama počela okupljati japanska napadačka flota, sastavljena od četiri teška krstaša i razarača, dvije topovnjače, šest lovaca podmornica, dva minolovca i dva opskrbna broda. Ovolika je flota okupljena zbog pogreške japanske vojne obavještajne službe, koja je precijenila američku obranu otoka.
Japanska kopnena invazija započela je 10. prosinca 1941., iskrcavanjem 400 japanskih vojnika dovedenih sa Saipana na plaže sjeverno od glavnog grada Agane. Japanski su vojnici u vrlo kratkom roku i uz minimalan otpor zauzeli Aganu i probili se do vojarne američkih marinaca. Zatečeni marinci su se predali u 5:45, dok se sam guverner McMillin službeno predao u 6 sati.
Američki su marinci nakon bitke imali 13 poginulih i 37 ranjenih vojnika, a poginulo je i 8 američkih mornara, kao i dva pripadnika Guamske otočne straže (Guam Insular Force Guards). S druge strane, poginuo je jedan, a ranjeno je šest japanskih vojnika. Preko 400 američkih vojnika je zarobljeno tijekom i nakon bitke, iako ih se nekolicina odbila predati Japancima. Jedan od njih, mornarički radiooperater George Ray Tweed, uspio je uz pomoć domorodaca preživjeti cijelu okupaciju Guama i dočekati povratak američkih snaga tijekom Druge bitke za Guam.

## Vanjske poveznice
- HyperWar: History of USMC Operations in WWII, Vol I.: Part II, Chapter 2 (engl.), pristupljeno 6. srpnja 2014.